# Kerk van Habo
De Kerk van Habo (Zweeds: Habo kyrka) is een houten kerkgebouw in het Zweedse Habo (Småland). De kerk ligt ongeveer vijf kilometer zuidwestelijk van de plaats. 

## Het kerkgebouw
De eerste kerk in Habo werd vermoedelijk in de 12e eeuw gebouwd nadat in de 11e eeuw missionarissen het gebied bezochten. Bij een verbouwing in het jaar 1716 werd in het altaar een reliekenschrijn gevonden, waarin zich een stuk perkament bevond. Dit perkament vermeldde dat bisschop Sigge het altaar in het midden van de 14e eeuw wijdde. 
Het vrijwel uitsluitend van hout gebouwde godshuis kreeg zijn huidige uiterlijk in 1723. Het heeft de vorm van een basiliek met een hoog middenschip en twee lagere zijbeuken. Het oudste deel van de kerk is de sacristie; het is ook het enige bouwdeel van steen. 
De kerk werd in de jaren 1741-1743 beschilderd door twee schilders uit Jönköping, Johan Kinnerus en Johan Christian Peterson. De zwaar gebouwde klokkentoren draagt geen klokken. Ten noordoosten van de kerk werd in 1760 een vrijstaande klokkenstoel gebouwd. Twee klokken stammen, weliswaar omgegoten, oorspronkelijk uit de 16e eeuw. Een kleinere klok werd in 1760 in Jönköping gegoten. 

## Interieur
De kansel en het altaar dateren uit de bouwperiode van de kerk. De kanselkuip wordt omgeven door de twaalf apostelen met in hun midden Christus. Op het klankbord staat een opmerkelijk beeld van een Magere Hein, weliswaar op een lagere plek dan de verrezen Christus op de top van het hoogaltaar. Het altaar toont Jezus' kruisiging, de graflegging en de verrijzenis. De twee beelden aan weerszijden van de kruisigingsgroep zijn Mozes met de stenen tafelen en zijn broer Aäron met de staf. Bijzonder voor een altaar is de later in het altaar geïntegreerde klok met slechts één wijzer uit circa 1750. Het rustgevende getik in de kerk wordt elk uur onderbroken als het boven de klok zittende jongensfiguur op de schellen slaat.   
Het oudste voorwerp in de kerk is het zandstenen doopvont uit het midden van de 13e eeuw. Bij een restauratie in 1906 werd het doopvont vervangen en elders opgeslagen. Het raakte in vergetelheid en werd vervolgens gebruikt om er rode verf in te mengen. Pas in 1952 kreeg het doopvont de oude bestemming terug. Nog altijd zijn er sporen van rode verf in het vont te zien.        
De barokke orgelkas uit 1736 is nog altijd aanwezig. Het toenmalige orgel van Johan Niclas Cahman werd in 1962 door een orgel van Olof Hammarberg vervangen met hergebruik van het pijpmateriaal van het oude orgel. Het huidige orgel heeft 16 registers.

## De beschildering
In de jaren 1741-1743 werd de hele kerk beschilderd. Uniek zijn de voorstellingen van de catechismus van Luther. Dit was waarschijnlijk een idee van de predikant. De schilderijen hielpen de gewone gelovigen zich aan de inhoud van de catechismus te herinneren. Op de zijmuren zijn de Tien Geboden gethematiseerd. Links van het altaar beginnend wordt boven de galerijen het Onze Vader voorgesteld. Volgens een legende verscheen tijdens het werken aan de zinsnede "Verlos ons van de boze" de duivel zelf aan de schilder. De satan klom op de ladder en klaagde dat hij lang zo lelijk niet was als op de afbeelding van de schilder. Als straf maakte de duivel de schilder lelijk, hij stootte de schilder van de ladder waarbij de schilder zich lelijk bezeerde aan zijn gezicht. De voorstelling bevindt zich links van preekstoel hoog onder het venster. Op de plafonds van de galerijen is de geloofsbelijdenis het thema, waarbij op elke voorstelling een apostel is te zien. 
Naast Bijbelse thema's zijn er ook gebeurtenissen uit de Zweedse geschiedenis afgebeeld, zoals de overwinning op Rusland bij de Slag om Narva in 1700. Een ander paneel stelt een aanmaning van koning Frederik I en koningin Ulrika Eleonora voor om de Augsburgse Belijdenis te vieren.  

## Afbeeldingen

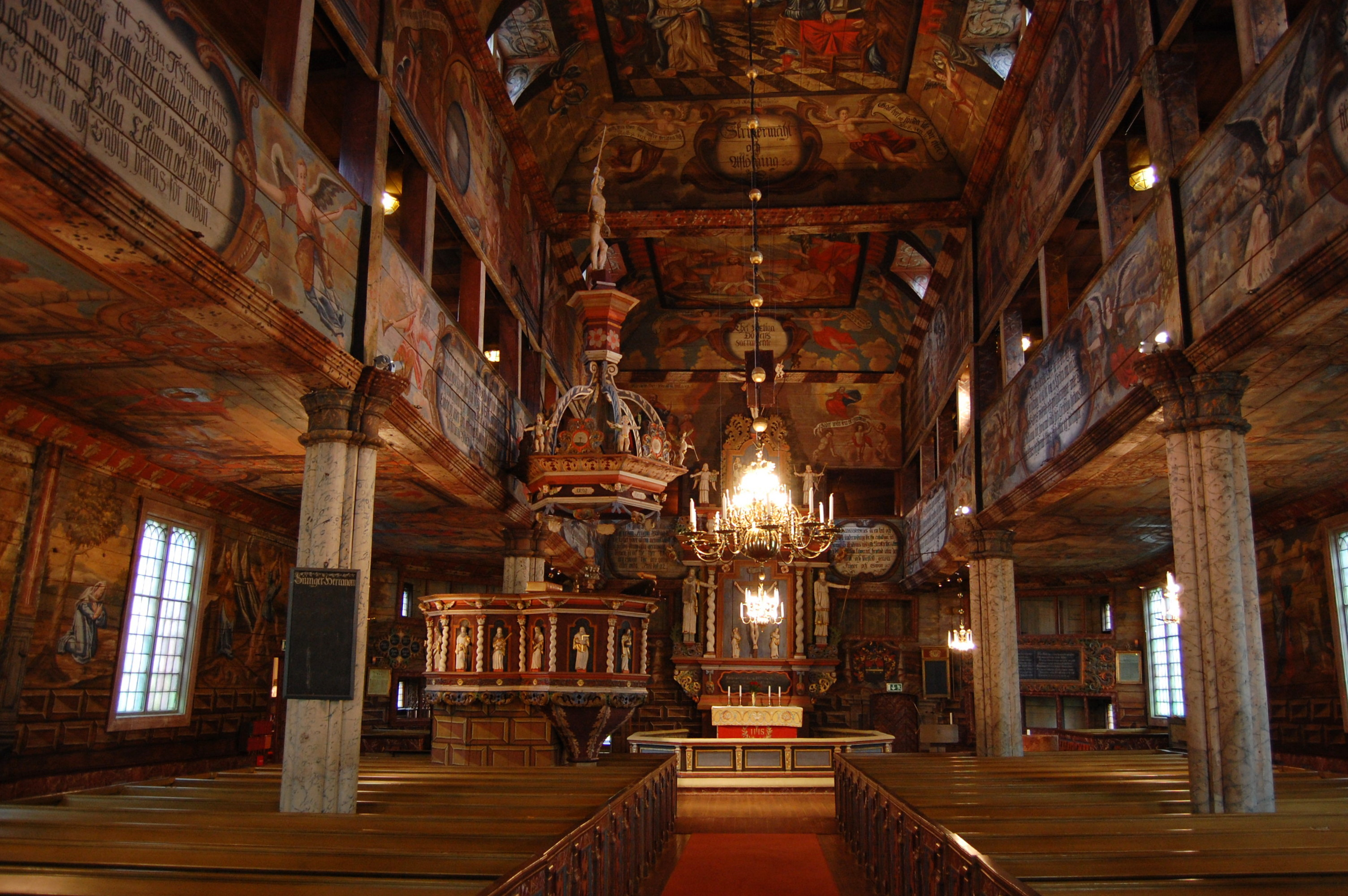
Het drieschepige interieur
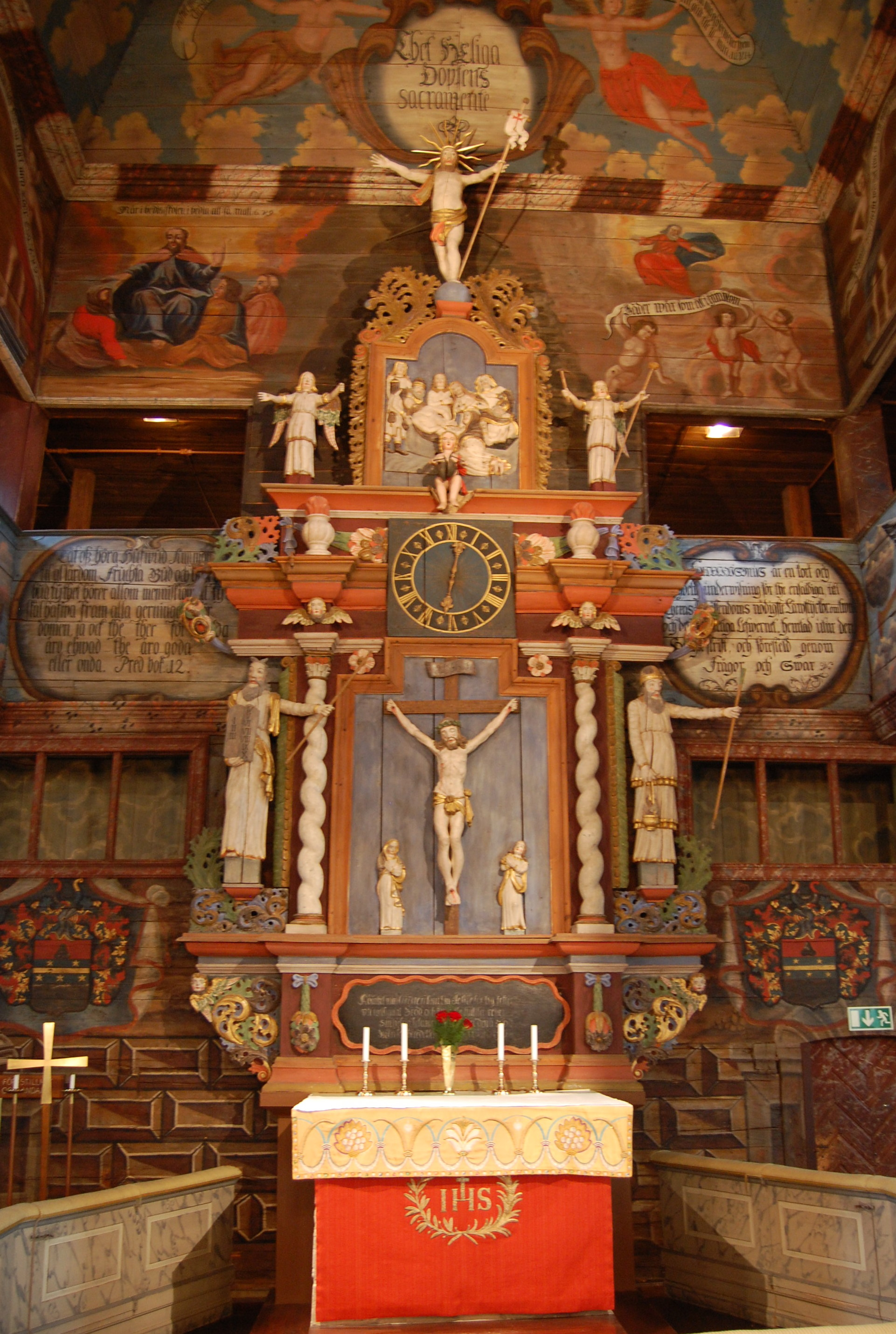
Altaar
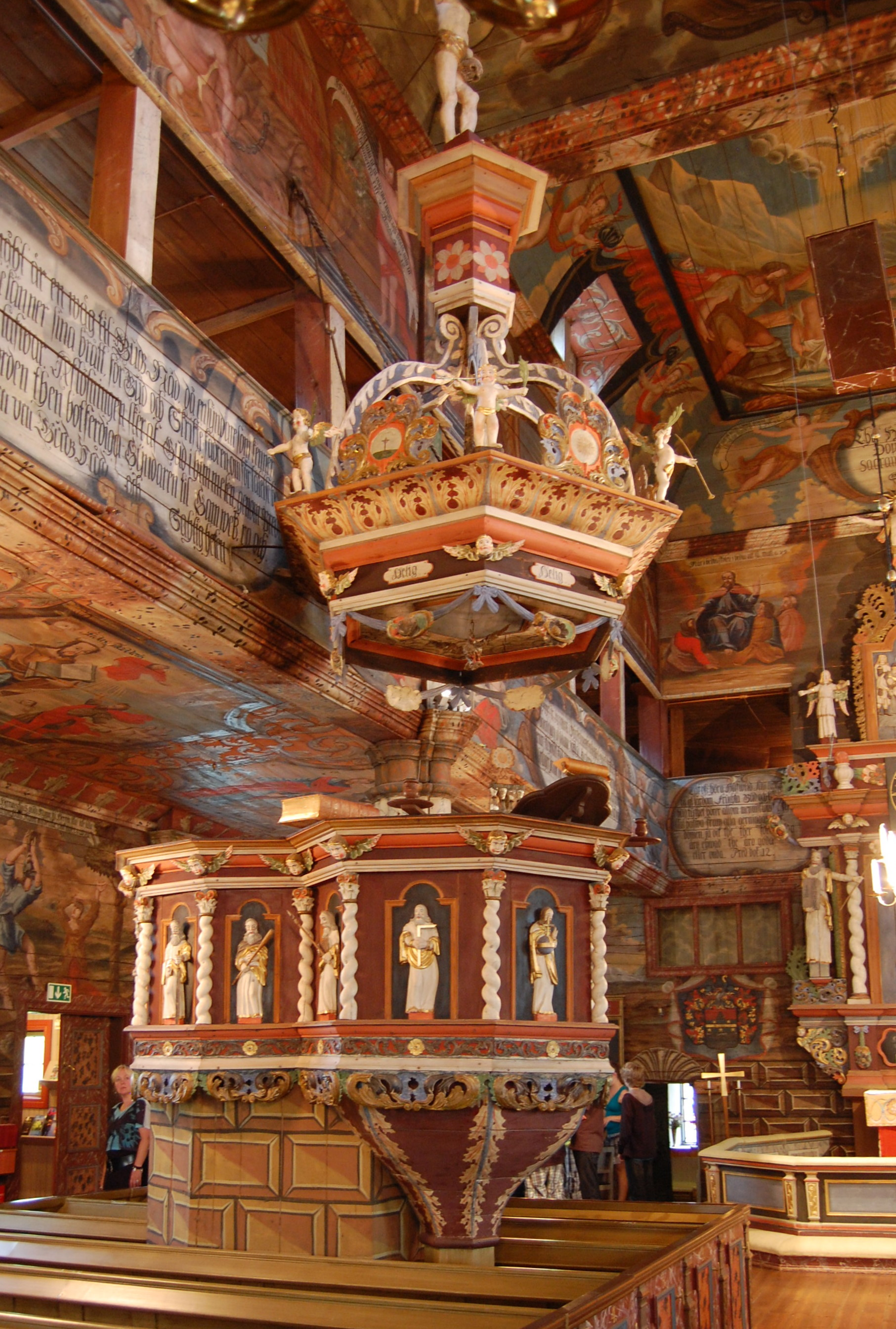
Preekstoel
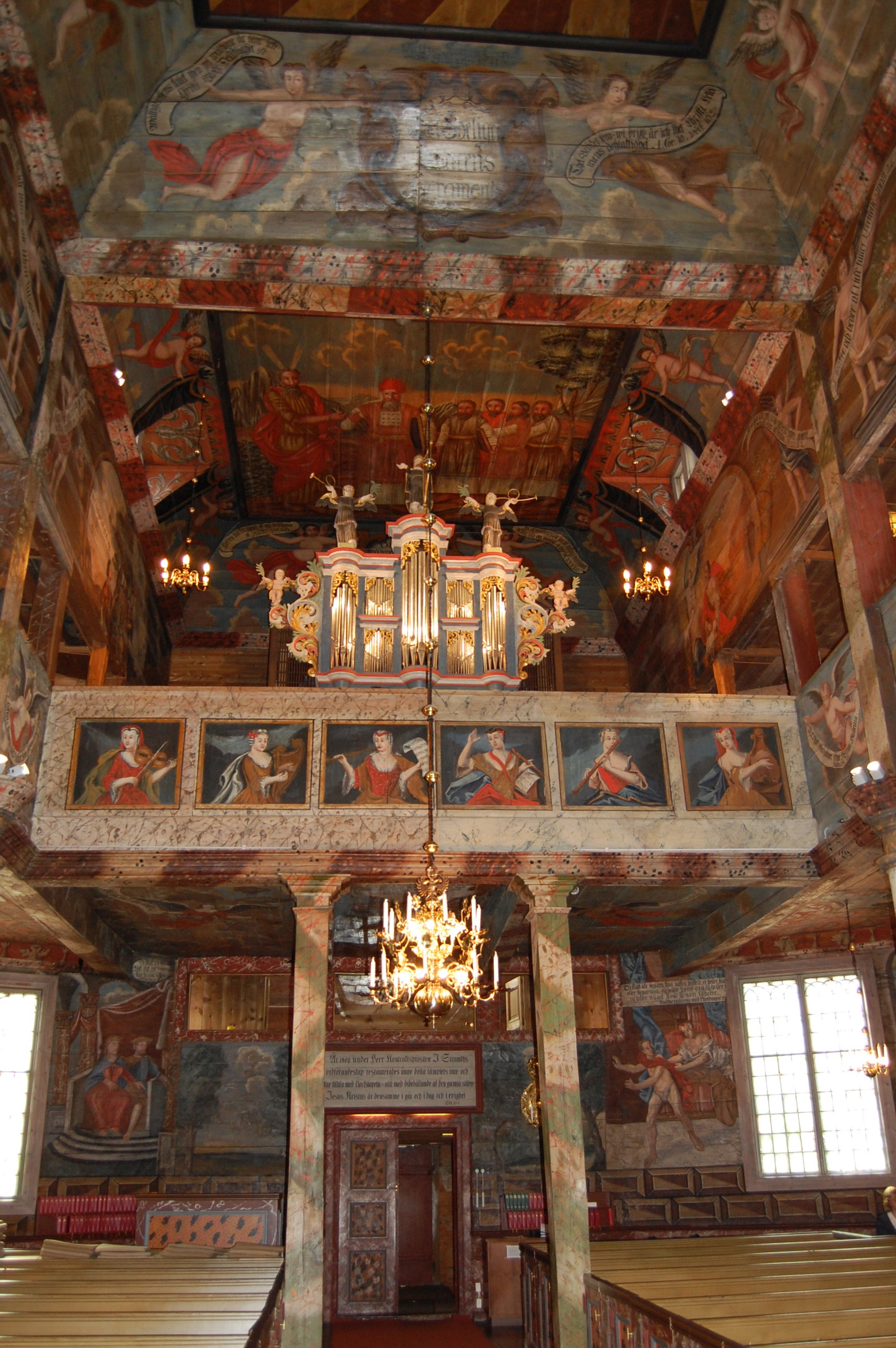
Orgel
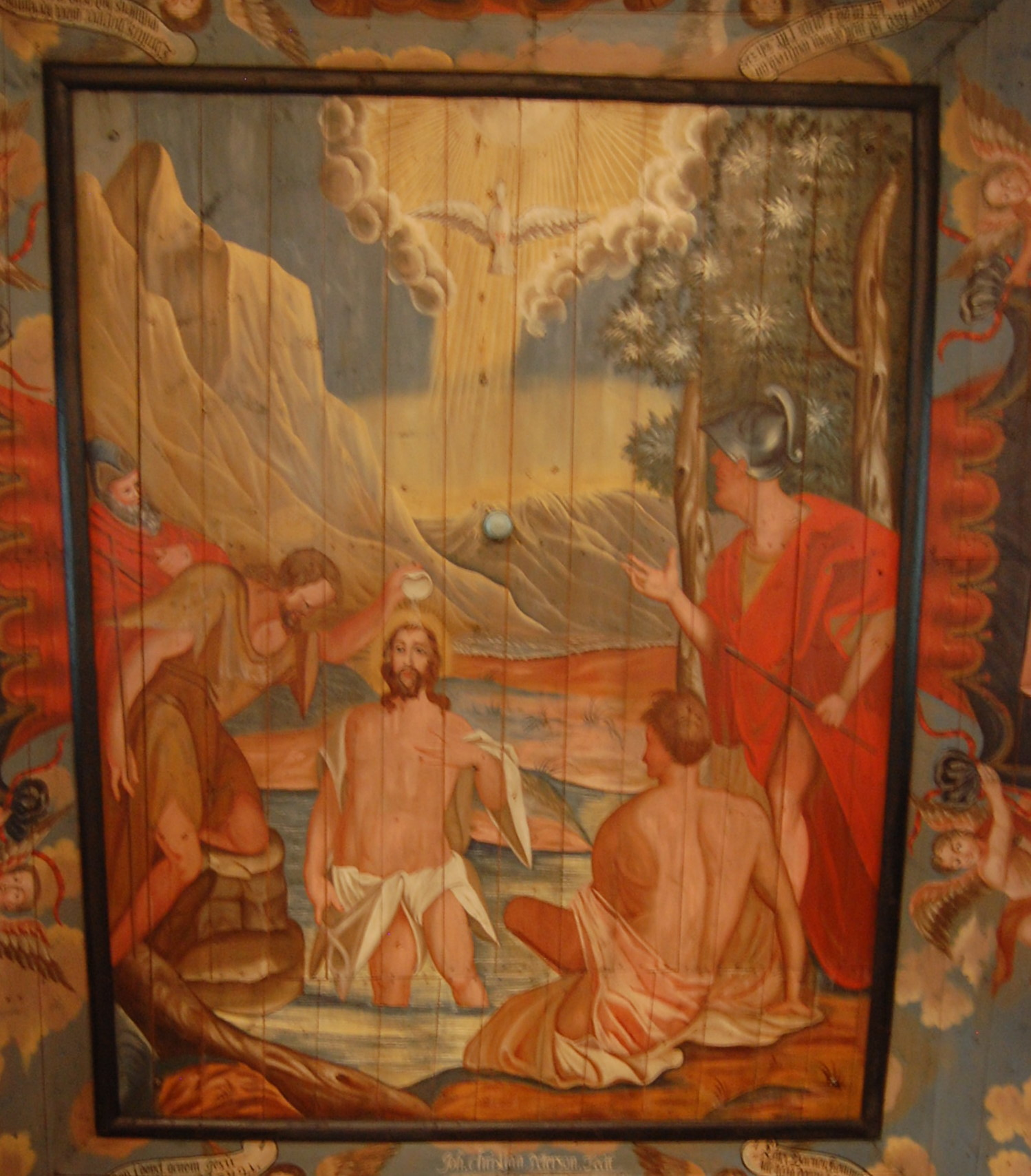
De doop van Jezus